# 1506年
| 千纪： | 2千纪 |
| 世纪： | 15世纪 \| 16世纪 \| 17世纪                                                                                 |
| 年代： | 1470年代 \| 1480年代 \| 1490年代 \| 1500年代 \| 1510年代 \| 1520年代 \| 1530年代                           |
| 年份： | 1501年 \| 1502年 \| 1503年 \| 1504年 \| 1505年 \| 1506年 \| 1507年 \| 1508年 \| 1509年 \| 1510年 \| 1511年 |
| 纪年： | 丙寅年（虎年）；明正德元年；越南端慶二年；日本永正三年                                                     |

## 大事记
- 突厥的烏茲別克昔班尼王朝穆罕默德·昔班尼攻陷布哈拉，帖木兒帝國滅亡，其後裔巴卑爾轉而去印度開創了蒙兀兒帝國。
- 達延汗征服亦思馬因、火篩、亦卜剌，統一東部蒙古，後人稱其為蒙古的中興之主。
- 明朝宦官劉瑾在北京榮府舊倉地設立內行廠，除監察臣民外，錦衣衛、東廠和西廠也在監察之列。
- 1月22日——瑞士近卫队成立，受教宗尤利烏斯二世的請求進駐梵蒂岡。
- 4月18日——聖伯多祿大殿奠基。
- 7月8日——阿尔布雷希特四世颁布巴伐利亚不可分割的法令。
- 9月2日——朝鮮王朝燕山君被迫退位，中宗继位。
- 9月25日——腓力一世之子查理繼承了低地國和弗朗什孔泰。
- 10月7日——教宗军队在法国军队的帮助下占领博洛尼亚，将其并入教宗国。

## 出生
- 吴承恩，中国作家（1506年是一个说法，逝世于约1582年）
- 喬治·布坎南，历史学家和人文学家（逝世于1582年）
- 4月7日——方济各·沙勿略，耶稣会创始人（逝世于1552年）
- 7月1日——拉约什二世，匈牙利和波希米亚国王（逝世于1526年）

## 逝世
- 李隆，朝鲜君主（出生于1476年）
- 5月20日——克里斯托弗·哥伦布，西班牙航海家（1451年出生）
- 7月29日——马丁·倍海姆，探险家和制图家（出生于1459年）
- 8月15日——亞歷山大·阿格里科拉，音乐家（出生于1440年）
- 8月19日——亚历山大，波兰国王（出生于1461年）
- 9月13日——安德烈亚·曼泰尼亚，意大利画家和雕塑家（出生于1431年）
- 9月25日——腓力一世，西班牙国王，神聖羅馬皇帝馬克西米連一世與勃艮第的瑪麗之子（出生于1478年）